# Prionapteryx achatina
Prionapteryx achatina là một loài bướm đêm trong họ Crambidae.